# 1971년 텔레비전 애니메이션 목록
다음은 1971년에 방송된 텔레비전 애니메이션이다.

## 일본
| 제목                  | 화수 | 방송 기간 | 채널         | 비고 |
| --------------------- | ---- | --------- | ------------ | ---- |
| 하마 돗토             |      | 1971년    | 후지TV       |      |
| 안데르센 동화         |      | 1971년    | 후지TV       |      |
| 진호 무차 병기        |      | 1971년    | TBS          |      |
| 결단                  |      | 1971년    | 니혼TV       |      |
| 방랑의 태양           |      | 1971년    | 후지TV       |      |
| 신도깨비 Q타로        |      | 1971년    | 니혼TV       |      |
| 천재 바카본           |      | 1971년    | 니혼TV       |      |
| 세계만물여행          |      | 1971년    | 마이니치방송 |      |
| 이상한 메몰           |      | 1971년    | NET          |      |
| 원숭이소년 엣짱       |      | 1971년    | NET          |      |
| 아파치 야구군         |      | 1971년    | 니혼TV       |      |
| 구니마쓰님의 행차시다 |      | 1971년    | 후지TV       |      |
| 게게게의 기타로       |      | 1971년    | 후지TV       |      |
| 스카이어즈5 (컬러판)  |      | 1971년    | TBS          |      |
| 루팡3세               |      | 1971년    | 요미우리TV   |      |
| 원시소년 류           |      | 1971년    | TBS          |      |

## 참고 문헌
- 야마구치 야스오 (2005). 《일본 애니메이션 역사》. 미술문화. 216쪽.